# Philodryas
Philodryas är ett släkte av ormar som ingår i familjen snokar. Släktet tillhör underfamiljen Dipsadinae som ibland listas som familj.
Arterna är med en längd omkring 150 cm medelstora och smala ormar. De förekommer i Sydamerika där de klättrar på träd i skogar. Födan utgörs bland annat av groddjur, ödlor, mindre ormar, fåglar och fladdermöss. Honor lägger ägg.
Arter enligt Catalogue of Life:
- Philodryas aestiva
- Philodryas arnaldoi
- Philodryas baroni
- Philodryas boliviana
- Philodryas chamissonis
- Philodryas cordata
- Philodryas hoodensis
- Philodryas inca
- Philodryas laticeps
- Philodryas livida
- Philodryas mattogrossensis
- Philodryas nattereri
- Philodryas olfersii
- Philodryas oligolepis
- Philodryas patagoniensis
- Philodryas psammophidea
- Philodryas simonsii
- Philodryas tachymenoides
- Philodryas trilineata
- Philodryas varius
- Philodryas viridissima

The Reptile Database listar dessutom:
- Philodryas amaru
- Philodryas georgeboulengeri